# (26) Proserpina
(26) Proserpina ist ein Asteroid des mittleren Hauptgürtels, der am 5. Mai 1853 vom deutschen Astronomen Karl Theodor Robert Luther an der Sternwarte Düsseldorf entdeckt wurde.
Der Asteroid wurde benannt nach Proserpina, der Tochter von Ceres und Jupiter, die von Pluto entführt wurde, um Königin der Unterwelt zu werden. Ihre Mutter konnte nach langer Suche selbst mit Hilfe Jupiters nicht erreichen, dass ihre Tochter in die oberen Regionen zurückkehrte, da sie in den elysischen Gefilden Nahrung zu sich genommen hatte – einen Granatapfel. Es wurde ein Kompromiss geschlossen, wonach sie die Hälfte des Jahres in der oberen Welt verbrachte. Proserpina war für den Tod der Menschheit verantwortlich. Siehe auch bei (399) Persephone, dem griechischen Namen für Proserpina. Die Benennung erfolgte durch „Sr. Excellenz den wirklichen Geheimen Rath“ Alexander von Humboldt. Als Symbol für den Asteroiden wurde „das Zeichen eines Granatapfels mit einem Stern im Innern“  gewählt.

## Wissenschaftliche Auswertung
Aus Ergebnissen der IRAS Minor Planet Survey (IMPS) wurden 1992 Angaben zu Durchmesser und Albedo für zahlreiche Asteroiden abgeleitet, darunter auch (26) Proserpina, für die damals Werte von 94,8 km bzw. 0,20 erhalten wurden. Eine Auswertung von Beobachtungen durch das Projekt NEOWISE im nahen Infrarot führte 2011 zu vorläufigen Werten für den Durchmesser und die Albedo im sichtbaren Bereich von 87,1 km bzw. 0,23. Nachdem die Werte nach neuen Messungen mit NEOWISE 2012 auf 84,2 km bzw. 0,27 korrigiert worden waren, wurden sie 2014 auf 83,0 km bzw. 0,26 geändert.
Photometrische Beobachtungen von (26) Proserpina fanden erstmals am 11. Februar und 4. März 1965 an der Sternwarte am purpurnen Berg in China statt. Aus den erfassten Lichtkurven konnten zunächst zwei mögliche Werte für die Rotationsperiode abgeleitet werden, nämlich 10,60 oder 13,11 h. Auch bei einer Beobachtung am 30. und 31. Januar 1978 am Osservatorio Astronomico di Torino in Italien wurden drei mögliche Perioden von 26,26, 13,13 oder 8,75 h erhalten. Eine längere, über einen Zeitraum von etwa 7 ½ Stunden aufgezeichnete Lichtkurve gab jedoch sichere Hinweise darauf, dass der korrekte Wert 13,13 h lautete. Dagegen führte eine Messung vom 21. bis 23. Februar 1995 am Osservatorio Astrofisico di Catania in Italien in der Auswertung zu einer Rotationsperiode von 6,668 h.

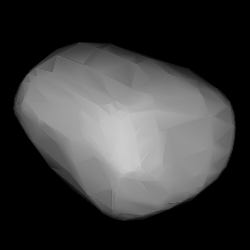
Berechnetes 3D-Modell von (26) Proserpina

Eine Beobachtung am 9. und 10. November 2006 am Oakley Observatory des Rose-Hulman Institute of Technology in Indiana lieferte schließlich einen eindeutigen Wert von 13,06 h, während die kürzeren Perioden ausgeschlossen werden konnten. Auch bei einer neuen Messung vom 8. November bis 7. Dezember 2007 am Evelyn L. Egan Observatory der Florida Gulf Coast University konnte eine sehr detaillierte Lichtkurve aufgezeichnet werden, auch diese lieferte eine Rotationsperiode von 13,106 h.
Am Organ Mesa Observatory in New Mexico erfolgte eine photometrische Beobachtung vom 24. Dezember 2007 bis 22. Februar 2008 mit der Absicht, eine eindeutige und korrekte Rotationsperiode für den Asteroiden zu erhalten. Hier wurde ebenfalls ein Wert von 13,110 h bestimmt, während andere Periodizitäten im Bereich 6 bis 30 Stunden ausgeschlossen wurden. Nach Bekanntwerden der Beobachtungsdaten des Evelyn L. Egan Observatory konnten beide Datensätze kombiniert werden, was zur gleichen Periode führte. Vom 10. März bis 30. April 2013 wurden am Organ Mesa Observatory erneut Messungen durchgeführt, um mehr Daten zur Berechnung eines Gestaltmodells des Asteroiden mit der Methode der konvexen Inversion zu liefern. Hierbei wurde auch wieder eine Rotationsperiode von 13,109 h abgeleitet.
Bereits vom 28. Dezember 2011 bis 19. Februar 2012 waren Beobachtungen von (26) Proserpina während drei Nächten an der Außenstelle Xuyi der Sternwarte am purpurnen Berg durchgeführt worden, aus denen eine Rotationsperiode von 13,107 h abgeleitet wurde. Mit diesen Messungen in Verbindung mit den archivierten Daten aus den Jahren 1965 bis 2013 wurde dann in einer Untersuchung von 2016 erstmals ein dreidimensionales Gestaltmodell des Asteroiden berechnet, außerdem wurden zwei alternative Lösungen für die Position der Rotationsachse mit einer retrograden Rotation und eine Periode von 13,10978 h bestimmt. Die Auswertung von 54 vorliegenden Lichtkurven führte in einer weiteren Untersuchung von 2016 ebenfalls zur Erstellung eines dreidimensionalen Gestaltmodells mit einer eindeutigen Rotationsachse mit retrograder Rotation und einer Periode von 13,10977 h. Eine weitere Untersuchung von 2020 verwendete neben den archivierten Lichtkurven auch Daten der Lowell Photometric Database und von Gaia DR2 und berechnete daraus ein dreidimensionales Gestaltmodell, eine Rotationsachse mit retrograder Rotation und eine Periode von 13,10977 h.
Aus archivierten Daten des Asteroid Terrestrial-impact Last Alert System (ATLAS) aus dem Zeitraum 2015 bis 2018 konnte in einer Untersuchung von 2022 mit der Methode der konvexen Inversion eine Rotationsperiode von 13,105 h berechnet werden. Im Jahr 2023 wurde aus photometrischen Messungen von Gaia DR3 erneut ein dreidimensionales Gestaltmodell des Asteroiden für zwei alternative Rotationsachsen mit retrograder Rotation und einer Periode von 13,1092 h berechnet.
Abschätzungen von Masse und Dichte für den Asteroiden (26) Proserpina aufgrund von gravitativen Beeinflussungen auf Testkörper ergaben in einer Untersuchung von 2012 eine Masse von etwa 0,748·1018 kg, was mit einem angenommenen Durchmesser von etwa 90 km zu einer Dichte von 1,98 g/cm³ führte bei einer Porosität von 40 %. Diese Werte wurden aber als äußerst unsicher eingestuft.